# Nomocharis
Nomocharis é um género botânico pertencente à família Liliaceae.
1. ↑  «Nomocharis — World Flora Online». www.worldfloraonline.org. Consultado em 19 de agosto de 2020